# Картонка Минервы
«Карто́нка Мине́рвы» (итал. La bustina di Minerva) — рубрика, которую итальянский интеллектуал, семиотик и писатель Умберто Эко вёл в журнале L’Espresso с 1985 по 2016 годы. Позднее многие из текстов рубрики были опубликованы в книжных сборниках под тем же названием (в русском переводе во множественном числе — «Картонки Минервы»).

## История
Умберто Эко имел долгую историю взаимоотношений с миланским журналом L’Espresso — свою первую статью он написал в 1968 году, после ввода советских войск в Чехословакию — он оказался единственным на тот момент итальянцем, направившим в средство массовой информации репортаж из оккупированной Праги, поскольку все остальные итальянские журналисты были заблокированы в Вене. Позднее он многократно публиковал различные материалы в этом журнале, однако лишь в 1985 году он начал вести в нём постоянную рубрику. Эко полагал, что это не будет очень долговременным сотрудничеством. В самом первом выпуске рубрики, вышедшем в журнале 31 марта 1985 года, со свойственным ему юмором он таким образом представлял свой проект: 
Я начинаю рубрику. Со мной такое уже случалось, и мне всегда хватало сил бросить в течение года. Еженедельные встречи развращают. В этот раз, может быть, я брошу раньше. Я берусь за это лишь для того, чтобы сделать приятное редактору — очень влиятельному и очень мстительному человеку, и в поисках чего-то нового.Умберто ЭкоОригинальный текст (итал.)Sto iniziando una rubrica. Mi è accaduto altre volte e ho sempre avuto la forza di smettere nel giro di un anno. L’appuntamento settimanale corrode. Questa volta forse smetterò prima, provo soltanto, per far piacere al Direttore, uomo potentissimo e vendicativo, e in vena di novità.
В действительности публикации рубрики продлились без малого 31 год — последний раз она вышла в журнале за месяц до смерти интеллектуала в феврале 2016 года. Это оказалась самая продолжительная по времени авторская колонка в журнале L’Espresso. С марта 1985 рубрика выходила еженедельно, а с марта 1988 года — один раз в две недели. Журнальные публикации неизменно сопровождались шаржированным портретом Умберто Эко авторства художника Туллио Периколи.

## Название и формат
Название колонки представляет собой отсылку к марке итальянских спичек Minerva, которые у Эко, как человека курящего, всегда были при себе (первое русское издание было снабжено подзаголовком «Заметки на спичечных коробках», что неверно, поскольку имеются в виду именно картонки с отрывными спичками, что было отражено в оформлении как итальянских, так и русского книжного издания). Название также отсылает к формату эссе — на картонке спичек многого не запишешь, а сами эссе тоже должны были быть очень короткими, чтобы умещаться на одной журнальной странице.

Сам Умберто Эко таким образом характеризовал формат рубрики: 
Сочинение «картонок» стало для меня важнейшим опытом: попытаться выразить свои мысли в заданном количестве знаков — это  упражнение, которое я посоветовал бы любому.Умберто ЭкоОригинальный текст (итал.)La scrittura della Bustine è stata per me una esperienza fondamentale: riuscire a dire in un numero prescritto di battute quel che si pensa, è un esercizio che consiglierei a chiunque

## Содержание
На страницах L’Espresso автор писал о самых разных темах, он размышлял о событиях мировой и итальянской политики, различных аспектах повседневности, отдавал дань уважения ушедшим друзьям. Иногда к одной и той же теме он возвращался многократно — так после «серьёзного» эссе «Политкорректность или нетерпимость?» (итал. Politicamente corretti o intolleranti?), где размышлял о том, не превратилась ли политкорректность в новую форму фундаментализма, он написал другое под названием «Красная Шапочка, США, 1997» (итал. Cappuccetto Rosso, Usa, 1997, обе 1997), представлявшую собой переделку известной сказки, в которой бабушка убивает волка, а её в свою очередь убивает Неохотник, казнённый позднее на электрическом стуле. В другом эссе «Много ли мы наизобретали?» (итал. Ma ne abbiamo inventate davvero tante?, 1998) он описывает якобы рекламу нового устройства под названием BOOK (Built-in Orderly Organized Knowledge — «встроенное упорядоченное знание», дословно c англ. — «книга»). В других эссе автор описывал то, что его волновало на тот момент — от римского папы до Саддама Хусейна, от места женщины в обществе до компьютерных технологий, от чемпионата мира по футболу до телесериалов и комиксов.

## Книжные переиздания
Некоторые эссе из опубликованных в рубрике были позднее обработаны автором и включены в различные сборники — наиболее полное их собрание составило одноимённые книги, вышедшие на итальянском языке. При подготовке первого сборника, охватывавшего период с 1985 по 1999 годы, после анализа примерно 500 текстов, автор исключил из публикации около ⅔ из опубликованного на страницах L’Espresso. В частности, Эко не стал включать в книгу все некрологи. Другие эссе пришлось исключить, поскольку они (по признанию самого Эко) были «связанные с каким-то событием, на которое я намекал в столь эллиптической форме, что я сам, перечитывая их через несколько лет, не мог понять, о чём идёт речь». Также пришлось выбросить некоторые эссе, посвящённые казавшимся в момент написания очень важными событиям, которые по прошествии времени были благополучно забыты. Некоторые тексты подверглись автором литературной обработке, так как исходные варианты из-за неизбежной спешки при подготовке журнального материала, показались Эко недостаточно качественно написанными. Наконец, были исключены многие повторяющиеся сюжеты, другие эссе были расширены (при книжном издании не стояла уже проблема нехватки места на журнальной странице) или объединены. После первого издания сборника были изданы другие, охватывавшие период до 2010 года. В 2008 году первый из сборников был переведён на русский язык и выпущен петербургским издательством «Симпозиум».